# Yes (singel)
Yes – czwarty singiel amerykańskiego zespołu LMFAO wydany 15 grudnia 2009 w formacie digital download, pochodzący z debiutanckiego albumu Party Rock. Twórcą tekstu i producentem singla jest S.K. Gordy & S.A. Gordy. Gościnnie wystąpił w nim aktor Jamie Foxx.
Teledysk do singla miał swoją premierę na kanale YouTube 23 lipca 2009.

## Pozycje na listach
| Lista (2010)         | Najwyższa pozycja |
| -------------------- | ----------------- |
| CAN Canadian Hot 100 | 68                |

## Twórcy
- wokal – LMFAO
- tekst – S.K. Gordy & S.A. Gordy
- wytwórnia – Interscope, will.i.am music group, Cherrytree